# Schloß Vogelöd (1921)
Schloß Vogelöd ist ein deutscher Horrorfilm von Friedrich Wilhelm Murnau aus dem Jahre 1921. Er entstand nach dem gleichnamigen Kriminalroman von Rudolf Stratz.

## Handlung
Eine Männergesellschaft trifft sich zu einer mehrtägigen Jagd auf Schloss Vogelöd, wo Herr von Vogelschrey der Gastgeber ist, doch strömender Regen macht das Vergnügen zunichte und die Gäste vertreiben sich ihre Zeit im Inneren des Schlosses. Auch der nicht geladene Graf Johann Oetsch erscheint. Er wird von den anderen Jagdteilnehmern gemieden, da er im Rufe steht, vor einigen Jahren seinen Bruder Peter erschossen zu haben. Dieses Gerücht wird von einem ehemaligen Landgerichtsrat genährt.
Die Witwe des Bruders, die wiederverheiratete Baronin Safferstätt, wird ebenfalls erwartet – was die Situation unangenehm für den Gastgeber macht. Graf Oetsch ignoriert dies und bleibt. Die Baronin ist bei ihrem Eintreffen entsetzt und entschlossen wieder abzureisen. Die Kunde vom Eintreffen des mit ihrem früheren Mann verwandten Pater Faramund hält sie zurück; sie will bei ihm die Beichte ablegen.
In den folgenden Tagen bezichtigen sich Oetsch und die Baronin – sowie der Baron – gegenseitig des Mordes am Bruder des Grafen. Gleichzeitig, in Rückblenden, erfolgt eine etappenweise Beichte der Baronin, dass ihre Ehe alles andere als harmonisch verlaufen sei. Ihr Ehemann sei mehr und mehr an geistigen Dingen interessiert gewesen als an ihr, sodass sie sich im Beisein des Barons Safferstätt, eines Freundes ihres Mannes, etwas „Böses“ gewünscht habe – was dieser wiederum falsch verstanden und ihren Mann daraufhin erschossen habe. Die gemeinsame Schuld habe schließlich sie und den Baron heiraten lassen, ohne etwas anderes füreinander zu empfinden als Leere.
Der Pater nimmt seinen falschen Bart und seine Perücke ab und offenbart sich als Graf Oetsch, der nunmehr seine Unschuld beweisen kann. Baron Safferstätt erschießt sich. Der echte Pater Faramund erreicht schließlich das Schloss.

## Sonstiges
Am 30. Oktober 2003 und 1. November 2003 wurde eine durch den Film inspirierte Musik, komponiert von Manuel Göttsching, live zum Film in Braunschweig aufgeführt. Die Musik wurde im Jahr 2005 auf der CD „Concert for Murnau“ veröffentlicht.